# Beneath
Beneath – piąty album studyjny fińskiego zespołu Amoral. Wydawnictwo ukazało się 26 października 2011 roku nakładem wytwórni muzycznej Imperial Cassette. Wcześniej, 19 października tego samego roku, nakładem wytwórni Avalon nagrania trafiły do sprzedaży w Japonii. Rok później nagrania trafiły do sprzedaży w Stanach Zjednoczonych nakładem The End Records.
Album dotarł do 30. miejsca fińskiej listy przebojów - Suomen virallinen lista

## Lista utworów
Opracowano na podstawie materiału źródłowego.
| Nr  | Tytuł utworu                   | Słowa     | Muzyka    | Długość |
| --- | ------------------------------ | --------- | --------- | ------- |
| 1.  | „Beneath”                      | Ben Varon | Ben Varon | 08:46   |
| 2.  | „Wrapped in Barbwire”          | Ben Varon | Ben Varon | 03:01   |
| 3.  | „Silhouette”                   | Ben Varon | Ben Varon | 03:58   |
| 4.  | „Things Left Unsaid”           | Ben Varon | Ben Varon | 04:58   |
| 5.  | „(Won't Go) Home”              | Ben Varon | Ben Varon | 04:22   |
| 6.  | „Closure”                      | Ben Varon | Ben Varon | 05:37   |
| 7.  | „Same Difference”              | Ben Varon | Ben Varon | 04:39   |
| 8.  | „Hours of Simplicity”          | Ben Varon | Ben Varon | 03:46   |
| 9.  | „Wastelands”                   | Ben Varon | Ben Varon | 03:39   |
| 10. | „This Ever Ending Game”        | Ben Varon | Ben Varon | 03:55   |
| 11. | „No Future”                    | Ben Varon | Ben Varon | 03:59   |
| 12. | „Of Silent Stares & Fire Lost” | Ben Varon | Ben Varon | 07:06   |
|     |                                |           |           | 57:46   |